# Coordenadas ortogonales

Una transformación conforme que actúa sobre una cuadrícula rectangular. Téngase en cuenta que se conserva la ortogonalidad de la cuadrícula curva

Un sistema de coordenadas ortogonales es un sistema de coordenadas tal que en cada punto los vectores tangentes a las curvas coordenadas son ortogonales entre sí. Este tipo de coordenadas pueden definirse sobre un espacio euclídeo o más generalmente sobre una variedad riemanniana o pseudoriemanniana.

## Motivación
Si bien las operaciones vectoriales y las leyes físicas son normalmente más fáciles de interpretar en coordenadas cartesianas, las coordenadas ortogonales no cartesianas se utilizan a menudo en su lugar para la solución de varios problemas, especialmente en el caso de condiciones de contorno específicas, como los que surgen en mecánica cuántica, fluidodinámica, electromagnetismo, el estudio del comportamiento del plasma, la difusión de sustancias químicas o el calor.
La principal ventaja de las coordenadas no cartesianas es que se pueden elegir para que coincidan con la simetría del problema. Por ejemplo, la onda de presión debido a una explosión lejos del suelo (u otras barreras) depende del espacio 3D en coordenadas cartesianas, sin embargo, la presión se aleja predominantemente del centro, de modo que en coordenadas esféricas el problema se vuelve casi unidimensional (ya que la onda de presión depende predominantemente solo del tiempo y de la distancia desde el centro). Otro ejemplo es el flujo (no turbulento) de un líquido en una tubería circular recta: en coordenadas cartesianas se tiene que resolver un difícil problema de valor límite bidimensional que involucra una ecuación diferencial parcial, pero en coordenadas cilíndricas el problema se vuelve unidimensional y se puede resolver mediante una ecuación diferencial ordinaria en lugar de una ecuación en derivadas parciales.
La razón para preferir coordenadas ortogonales en lugar de coordenadas curvilíneas en general es su simplicidad: surgen muchas complicaciones cuando las coordenadas no son ortogonales. Por ejemplo, en coordenadas ortogonales muchos problemas pueden resolverse utilizando separación de variables. La separación de variables es una técnica matemática que convierte un problema complejo de d dimensiones en d problemas unidimensionales que pueden resolverse en términos de funciones conocidas. Muchas ecuaciones pueden reducirse a la ecuación de Laplace o a la ecuación de Helmholtz. La ecuación de Laplace es separable en 13 de los 14 sistemas de coordenadas ortogonales mencionados más adelante (con la única excepción de las coordenadas toroidales), y la ecuación de Helmholtz es separable en 11 de los mencionados sistemas de coordenadas ortogonales.
Las coordenadas ortogonales nunca tienen términos fuera de la diagonal en sus tensores métricos. En otras palabras, la distancia infinitesimal al cuadrado ds2 siempre se puede escribir como una suma escalada de los desplazamientos infinitesimales al cuadrado de las coordenadas
{\displaystyle ds^{2}=\sum _{k=1}^{d}\left(h_{k}\,dq^{k}\right)^{2}}
donde d es la dimensión y las funciones de escala (o factores de escala)
{\displaystyle h_{k}(\mathbf {q} )\ {\stackrel {\mathrm {def} }{=}}\ {\sqrt {g_{kk}(\mathbf {q} )}}=|\mathbf {e} _{k}|}
son iguales a las raíces cuadradas de las componentes diagonales del tensor métrico, o las longitudes de los vectores base locales {\displaystyle \mathbf {e} _{k}} descritos a continuación. Estas funciones de escala hi se utilizan para calcular operadores diferenciales en las nuevas coordenadas, como por ejemplo el gradiente, el laplaciano, la divergencia y el rotacional.
Un método simple para generar sistemas de coordenadas ortogonales en dos dimensiones es mediante una transformación conforme de una cuadrícula bidimensional estándar de coordenadas cartesianas (x, y). Se puede formar un número complejo z = x + iy a partir de las coordenadas reales x e y, donde i representa la unidad imaginaria. Cualquier función holomorfa w = f(z) con derivada compleja distinta de cero producirá una transformación conforme. Si el número complejo resultante se escribe w= u + iv, entonces las curvas de u y v constantes se intersecan en ángulos rectos, tal como lo hacen las líneas originales de x e y constantes.
Se pueden generar coordenadas ortogonales en tres o más dimensiones a partir de un sistema de coordenadas ortogonal bidimensional, ya sea proyectándolo a una nueva dimensión (coordenadas cilíndricas) o rotando el sistema bidimensional sobre uno de sus ejes de simetría. Sin embargo, existen otros sistemas de coordenadas ortogonales en tres dimensiones que no se pueden obtener proyectando o rotando un sistema bidimensional, como las coordenadas elipsoidales. Se pueden obtener coordenadas ortogonales más generales comenzando con algunas superficies de coordenadas necesarias y considerando sus trayectorias ortogonales.

## Definición
Dada una variedad de (pseudo)riemanniana {\displaystyle {\mathcal {M}}}, un conjunto abierto {\displaystyle O} del mismo y un punto dentro de dicho conjunto abierto {\displaystyle m\in O\subset {\mathcal {M}}}, una carta local o "sistema de coordenadas" local puede representarse por una función:

{\displaystyle \phi :O\subset {\mathcal {M}}\to \mathbb {R} ^{d}\qquad p\in O\land \phi (p)=(x^{1},x^{2},...,x^{d})\in \mathbb {R} ^{d}}

Donde d es la dimensión del espacio donde se define el sistema de coordenadas local. Las d curvas coordenadas Ci(t) y sus vectores tangentes vienen definidas por las ecuaciones:

{\displaystyle \phi (C_{i}(t))=(x_{(0)}^{1},...,x^{i}(t),...,x_{(0)}^{n})\qquad \mathbf {v} _{i}=C_{i}'(t)={\frac {\partial }{\partial x^{i}}}}

El sistema de coordenadas será ortogonal si los vectores tangentes a las curvas coordenadas xi son ortogonales, es decir, si:

{\displaystyle g(\mathbf {v} _{i},\mathbf {v} _{j})=0\ (i\neq j),\qquad g(\mathbf {v} _{i},\mathbf {v} _{i})=h_{i}^{2}(x^{1},x^{2},...,x^{d})}

Donde g(, ) es el tensor métrico del espacio donde se definen las coordenadas.

## Vectores base

### Base covariante
En coordenadas cartesianas, las bases son fijas (constantes). En el contexto más general de las coordenadas curvilíneas, un punto en el espacio se especifica mediante las coordenadas, y en cada uno de esos puntos hay un conjunto de vectores base, que generalmente no son constantes: esta es la esencia de las coordenadas curvilíneas en general y es un concepto muy importante. Lo que distingue a las coordenadas ortogonales es que, aunque los vectores base varían, siempre son ortogonales entre sí. En otras palabras,
{\displaystyle \mathbf {e} _{i}\cdot \mathbf {e} _{j}=0\quad {\text{si}}\quad i\neq j}
Estos vectores base son, por definición, los vectores tangentes de las curvas obtenidas al variar una coordenada, manteniendo las otras fijas:
{\displaystyle \mathbf {e} _{i}={\frac {\partial \mathbf {r} }{\partial q^{i}}}}

Visualización de coordenadas ortogonales en 2D. Se muestran las curvas obtenidas manteniendo constantes todas las coordenadas menos una, junto con los vectores base. Debe tenerse en cuenta que los vectores base no tienen la misma longitud: no es necesario que la tengan, solo que sean ortogonales entre sí

donde r es un punto y qi es la coordenada para la que se extrae el vector base. En otras palabras, se obtiene una curva al fijar todas las coordenadas menos una. La coordenada no fija se varía como en una ecuación paramétrica, y la derivada de la curva con respecto al parámetro (la coordenada variable) es el vector base para esa coordenada.
Debe tenerse en cuenta que los vectores no tienen necesariamente la misma longitud. Las funciones útiles conocidas como factores de escala de las coordenadas son simplemente las longitudes {\displaystyle h_{i}} de los vectores base {\displaystyle {\mathbf {e} }_{i}} (consúltese la tabla siguiente). Los factores de escala a veces se denominan coeficientes de Lamé, que no deben confundirse con los parámetros de Lamé.
Los vectores de la base normalizados se anotan con un sombrero y se obtienen dividiendo por la longitud:
{\displaystyle {\hat {\mathbf {e} }}_{i}={\frac {{\mathbf {e} }_{i}}{h_{i}}}={\frac {{\mathbf {e} }_{i}}{\left|{\mathbf {e} }_{i}\right|}}}
Un campo vectorial puede especificarse por sus componentes con respecto a los vectores base o los vectores base normalizados, y se debe estar seguro de qué caso se trata. Las componentes en la base normalizada son más comunes en aplicaciones para facilitar la claridad de las cantidades (por ejemplo, se puede querer tratar con la velocidad tangencial en lugar de con la velocidad tangencial multiplicada por un factor de escala); en las derivaciones, la base normalizada es menos común, ya que las expresiones son más complicadas.

### Base contravariante
Los vectores de la base que se muestran arriba son vectores de la base covariante (porque covarían con los vectores). En el caso de coordenadas ortogonales, los vectores de la base contravariantes son fáciles de encontrar, ya que estarán en la misma dirección que los vectores covariantes pero tendrán la longitud recíproca (por esta razón, se dice que los dos conjuntos de vectores base son recíprocos entre sí):
{\displaystyle \mathbf {e} ^{i}={\frac {{\hat {\mathbf {e} }}_{i}}{h_{i}}}={\frac {\mathbf {e} _{i}}{h_{i}^{2}}}}
Esto se deduce del hecho de que, por definición, {\displaystyle \mathbf {e} _{i}\cdot \mathbf {e} ^{j}=\delta _{i}^{j}}, utilizando la delta de Kronecker. Nótese que:
{\displaystyle {\hat {\mathbf {e} }}_{i}={\frac {\mathbf {e} _{i}}{h_{i}}}=h_{i}\mathbf {e} ^{i}\equiv {\hat {\mathbf {e} }}^{i}}
Por lo tanto, se cuenta con tres conjuntos de bases diferentes que se utilizan comúnmente para describir vectores en coordenadas ortogonales: la base covariante ei, la base contravariante ei y la base normalizada êi. Si bien un vector es una cantidad objetiva, es decir, su identidad es independiente de cualquier sistema de coordenadas, las componentes de un vector dependen de la base en la que se represente el vector.
Para evitar confusiones, las componentes del vector x con respecto a la base ei se representan como xi, mientras que las componentes con respecto a la base ei se representan como xi:
{\displaystyle \mathbf {x} =\sum _{i}x^{i}\mathbf {e} _{i}=\sum _{i}x_{i}\mathbf {e} ^{i}}
La posición de los índices representa cómo se calculan las componentes (los índices superiores no deben confundirse con los exponentes de una potencia). Téngase en cuenta que los símbolos del sumatorio Σ (sigma mayúscula) y el rango de la suma, que indica la suma de todos los vectores base (i = 1, 2, ..., d), a menudo son omitidos. Las componentes están relacionadas simplemente por:
{\displaystyle h_{i}^{2}x^{i}=x_{i}}
No existe una notación general que distinga y se utilice para las componentes vectoriales con respecto a la base normalizada. En este artículo se utilizarán subíndices para las componentes vectoriales y se indicará que las componentes se calculan en la base normalizada.

## Álgebra vectorial
La suma y el cambio de signo de vectores se realizan componente por componente, tal como en coordenadas cartesianas, sin complicaciones. Es posible que se requieran consideraciones adicionales para otras operaciones con vectores.
Sin embargo, debe tenerse en cuenta que todas estas operaciones suponen que dos vectores en un campo vectorial están ligados al mismo punto (en otras palabras, las colas de los vectores coinciden). Dado que los vectores base generalmente varían en coordenadas ortogonales, si se suman dos vectores cuyas componentes se calculan en diferentes puntos del espacio, es necesario considerar los diferentes vectores base.

### Producto escalar
El producto escalar en coordenadas cartesianas (en el espacio euclídeo con una base ortonormal) es simplemente la suma de los productos de las componentes. En coordenadas ortogonales, el producto escalar de dos vectores x e y adopta esta forma familiar cuando las componentes de los vectores se calculan en la base normalizada:
{\displaystyle \mathbf {x} \cdot \mathbf {y} =\sum _{i}x_{i}{\hat {\mathbf {e} }}_{i}\cdot \sum _{j}y_{j}{\hat {\mathbf {e} }}_{j}=\sum _{i}x_{i}y_{i}}
Esta es una consecuencia inmediata del hecho de que la base normalizada en algún punto puede formar un sistema de coordenadas cartesianas: el conjunto de vectores de la base es ortonormal.
Para las componentes en las bases covariantes o contravariantes,
{\displaystyle \mathbf {x} \cdot \mathbf {y} =\sum _{i}h_{i}^{2}x^{i}y^{i}=\sum _{i}{\frac {x_{i}y_{i}}{h_{i}^{2}}}=\sum _{i}x^{i}y_{i}=\sum _{i}x_{i}y^{i}}
Esta expresión se puede deducir fácilmente escribiendo los vectores en forma de componentes, normalizando los vectores base y tomando el producto escalar. Por ejemplo, en 2D:
{\displaystyle {\begin{aligned}\mathbf {x} \cdot \mathbf {y} &=\left(x^{1}\mathbf {e} _{1}+x^{2}\mathbf {e} _{2}\right)\cdot \left(y_{1}\mathbf {e} ^{1}+y_{2}\mathbf {e} ^{2}\right)\\[10pt]&=\left(x^{1}h_{1}{\hat {\mathbf {e} }}_{1}+x^{2}h_{2}{\hat {\mathbf {e} }}_{2}\right)\cdot \left(y_{1}{\frac {{\hat {\mathbf {e} }}^{1}}{h_{1}}}+y_{2}{\frac {{\hat {\mathbf {e} }}^{2}}{h_{2}}}\right)=x^{1}y_{1}+x^{2}y_{2}\end{aligned}}}
donde se ha utilizado el hecho de que las bases covariantes y contravariantes normalizadas son iguales.

### Producto vectorial
El producto vectorial en coordenadas cartesianas 3D es:
{\displaystyle \mathbf {x} \times \mathbf {y} =(x_{2}y_{3}-x_{3}y_{2}){\hat {\mathbf {e} }}_{1}+(x_{3}y_{1}-x_{1}y_{3}){\hat {\mathbf {e} }}_{2}+(x_{1}y_{2}-x_{2}y_{1}){\hat {\mathbf {e} }}_{3}}
La fórmula anterior sigue siendo válida en coordenadas ortogonales si las componentes se calculan en la base normalizada.
Para construir el producto vectorial en coordenadas ortogonales con bases covariantes o contravariantes, simplemente se deben normalizar los vectores de la base, por ejemplo:
{\displaystyle \mathbf {x} \times \mathbf {y} =\sum _{i}x^{i}\mathbf {e} _{i}\times \sum _{j}y^{j}\mathbf {e} _{j}=\sum _{i}x^{i}h_{i}{\hat {\mathbf {e} }}_{i}\times \sum _{j}y^{j}h_{j}{\hat {\mathbf {e} }}_{j}}
que, escrito expandido, toma la forma
{\displaystyle \mathbf {x} \times \mathbf {y} =\left(x^{2}y^{3}-x^{3}y^{2}\right){\frac {h_{2}h_{3}}{h_{1}}}\mathbf {e} _{1}+\left(x^{3}y^{1}-x^{1}y^{3}\right){\frac {h_{1}h_{3}}{h_{2}}}\mathbf {e} _{2}+\left(x^{1}y^{2}-x^{2}y^{1}\right){\frac {h_{1}h_{2}}{h_{3}}}\mathbf {e} _{3}}
La notación concisa para el producto vectorial, que simplifica la generalización a coordenadas no ortogonales y dimensiones superiores, es posible con el símbolo de Levi-Civita, que tendrá componentes distintas de ceros y unos si los factores de escala no son todos iguales a uno.

## Cálculo vectorial

### Diferenciación
Si se observa un desplazamiento infinitesimal desde algún punto, es evidente que
{\displaystyle d\mathbf {r} =\sum _{i}{\frac {\partial \mathbf {r} }{\partial q^{i}}}\,dq^{i}=\sum _{i}\mathbf {e} _{i}\,dq^{i}}
Según su definición, el gradiente de una función debe satisfacer (esta definición sigue siendo cierta si ƒ es cualquier tensor)
{\displaystyle df=\nabla f\cdot d\mathbf {r} \quad \Rightarrow \quad df=\nabla f\cdot \sum _{i}\mathbf {e} _{i}\,dq^{i}}
De ello se deduce que el operador gradiente debe ser:
{\displaystyle \nabla =\sum _{i}\mathbf {e} ^{i}{\frac {\partial }{\partial q^{i}}}}
y esto sigue siendo cierto en coordenadas curvilíneas generales. Cantidades como el gradiente y el laplaciano se obtienen mediante la aplicación adecuada de este operador.

### Fórmulas de vectores de una base
A partir de dr y los vectores de una base normalizados êi, se puede construir lo siguiente.
| Elemento diferencial   | Vectores | Escalares |
| ---------------------- | --- | --- |
| Elemento de línea      | Vector tangente a la curva coordenada qi: {\displaystyle d{\boldsymbol {\ell }}=h_{i}dq^{i}{\hat {\mathbf {e} }}_{i}={\frac {\partial \mathbf {r} }{\partial q^{i}}}dq^{i}} | Longitud infinitesimal {\displaystyle d\ell ={\sqrt {d\mathbf {r} \cdot d\mathbf {r} }}={\sqrt {(h_{1}\,dq^{1})^{2}+(h_{2}\,dq^{2})^{2}+(h_{3}\,dq^{3})^{2}}}} |
| Elemento de superficie | Normal a la superficie coordenada qk= constante: {\displaystyle {\begin{aligned}d\mathbf {S} &=(h_{i}dq^{i}{\hat {\mathbf {e} }}_{i})\times (h_{j}dq^{j}{\hat {\mathbf {e} }}_{j})\\&=dq^{i}dq^{j}\left({\frac {\partial \mathbf {r} }{\partial q^{i}}}\times {\frac {\partial \mathbf {r} }{\partial q^{j}}}\right)\\&=h_{i}h_{j}dq^{i}dq^{j}{\hat {\mathbf {e} }}_{k}\end{aligned}}} | Superficie infinitesimal {\displaystyle dS_{k}=h_{i}h_{j}\,dq^{i}\,dq^{j}} |
| Elemento de volumen    | N/A | Volumen infinitesimal {\displaystyle {\begin{aligned}dV&=\|(h_{1}\,dq^{1}{\hat {\mathbf {e} }}_{1})\cdot (h_{2}\,dq^{2}{\hat {\mathbf {e} }}_{2})\times (h_{3}\,dq^{3}{\hat {\mathbf {e} }}_{3})\|\\&=\|{\hat {\mathbf {e} }}_{1}\cdot {\hat {\mathbf {e} }}_{2}\times {\hat {\mathbf {e} }}_{3}\|h_{1}h_{2}h_{3}\,dq^{1}\,dq^{2}\,dq^{3}\\&=h_{1}h_{2}h_{3}\,dq^{1}\,dq^{2}\,dq^{3}\\&=J\,dq^{1}\,dq^{2}\,dq^{3}\end{aligned}}} |

donde
{\displaystyle J=\left|{\frac {\partial \mathbf {r} }{\partial q^{1}}}\cdot \left({\frac {\partial \mathbf {r} }{\partial q^{2}}}\times {\frac {\partial \mathbf {r} }{\partial q^{3}}}\right)\right|=\left|{\frac {\partial (x,y,z)}{\partial (q^{1},q^{2},q^{3})}}\right|=h_{1}h_{2}h_{3}}
es el determinante jacobiano, que tiene la interpretación geométrica de la deformación en volumen desde el cubo infinitesimal dxdydz hasta el volumen curvo infinitesimal en las coordenadas ortogonales.

### Integración
Usando el elemento de línea que se muestra arriba, la integral de arco en una trayectoria {\displaystyle \scriptstyle {\mathcal {P}}} de un vector F es:
{\displaystyle \int _{\mathcal {P}}\mathbf {F} \cdot d\mathbf {r} =\int _{\mathcal {P}}\sum _{i}F_{i}\mathbf {e} ^{i}\cdot \sum _{j}\mathbf {e} _{j}\,dq^{j}=\sum _{i}\int _{\mathcal {P}}F_{i}\,dq^{i}}
Un elemento infinitesimal de área para una superficie descrita manteniendo constante una coordenada qk es:
{\displaystyle dA_{k}=\prod _{i\neq k}ds_{i}=\prod _{i\neq k}h_{i}\,dq^{i}}
De manera similar, el elemento de volumen es:
{\displaystyle dV=\prod _{i}ds_{i}=\prod _{i}h_{i}\,dq^{i}}
donde el símbolo Π grande (pi mayúscula) indica un productorio, de la misma manera que una Σ grande indica un sumatorio. Nótese que el producto de todos los factores de escala es el determinante jacobiano.
A modo de ejemplo, la integral de superficie de una función vectorial F sobre una superficie q1 = constante {\displaystyle \scriptstyle {\mathcal {S}}} en 3D es:
{\displaystyle \int _{\mathcal {S}}\mathbf {F} \cdot d\mathbf {A} =\int _{\mathcal {S}}\mathbf {F} \cdot {\hat {\mathbf {n} }}\ dA=\int _{\mathcal {S}}\mathbf {F} \cdot {\hat {\mathbf {e} }}_{1}\ dA=\int _{\mathcal {S}}F^{1}{\frac {h_{2}h_{3}}{h_{1}}}\,dq^{2}\,dq^{3}}
Debe tenerse en cuenta que F1/h1 es la componente de F normal a la superficie.

## Propiedades
La elección de uno u otro sistema depende de las simetrías del problema geométrico o físico planteado. Al ser todos estos sistemas de coordenas ortogonales, el tensor métrico tiene en todos ellos la forma:

{\displaystyle (g_{ij})={\begin{bmatrix}h_{1}^{2}&0&0\\0&h_{2}^{2}&0\\0&0&h_{3}^{2}\end{bmatrix}}}

Donde las tres componentes no nulas son los llamados factores de escala son funciones de las tres coordenadas.

### Operadores vectoriales en coordenadas ortogonales
Los operadores vectoriales pueden expresarse fácilmente en términos de estas componentes del tensor métrico.
- El gradiente viene dado por:

{\displaystyle \mathrm {grad} \ \Phi =\nabla \Phi ={\frac {1}{h_{1}}}{\frac {\partial \Phi }{\partial x^{1}}}\,{\hat {\mathbf {e} }}_{1}+{\frac {1}{h_{2}}}{\frac {\partial \Phi }{\partial x^{2}}}\,{\hat {\mathbf {e} }}_{2}+{\frac {1}{h_{3}}}{\frac {\partial \Phi }{\partial x^{3}}}\,{\hat {\mathbf {e} }}_{3}}

- La divergencia viene dada por:

{\displaystyle {\mbox{div}}\ \mathbf {A} =\nabla \cdot \mathbf {A} ={\frac {1}{h_{1}h_{2}h_{3}}}\left[{\frac {\partial }{\partial x^{1}}}(h_{2}h_{3}A_{1})+{\frac {\partial }{\partial x^{2}}}(h_{3}h_{1}A_{2})+{\frac {\partial }{\partial x^{3}}}(h_{1}h_{2}A_{3})\right]}

- El rotacional viene dado por el desarrollo del siguiente determinante:

{\displaystyle {\mbox{rot}}\ \mathbf {A} =\nabla \times \mathbf {A} ={\frac {1}{h_{1}h_{2}h_{3}}}{\begin{vmatrix}h_{1}{\hat {\mathbf {e} }}_{1}&h_{2}{\hat {\mathbf {e} }}_{2}&h_{3}{\hat {\mathbf {e} }}_{3}\\\partial _{x^{1}}&\partial _{x^{2}}&\partial _{x^{3}}\\h_{1}A_{1}&h_{2}A_{2}&h_{3}A_{3}\end{vmatrix}}}

- El laplaciano de una magnitud escalar viene dado por:

{\displaystyle \Delta \Phi =(\nabla \cdot \nabla )\Phi ={\frac {1}{h_{1}h_{2}h_{3}}}\left[{\frac {\partial }{\partial x^{1}}}\left({\frac {h_{2}h_{3}}{h_{1}}}{\frac {\partial \Phi }{\partial x^{1}}}\right)+{\frac {\partial }{\partial x^{2}}}\left({\frac {h_{3}h_{1}}{h_{2}}}{\frac {\partial \Phi }{\partial x^{2}}}\right)+{\frac {\partial }{\partial x^{3}}}\left({\frac {h_{1}h_{2}}{h_{3}}}{\frac {\partial \Phi }{\partial x^{3}}}\right)\right]}

Las expresiones anteriores se pueden escribir de forma más compacta utilizando la simbología de Levi-Civita {\displaystyle \epsilon _{ijk}} y el determinante jacobiano {\displaystyle J=h_{1}h_{2}h_{3}}, suponiendo la suma sobre índices repetidos:
- El gradiente de un campo escalar es:

{\displaystyle \nabla \phi ={\frac {{\hat {\mathbf {e} }}_{k}}{h_{k}}}{\frac {\partial \phi }{\partial q^{k}}}}

- La divergencia de un campo vectorial es:

{\displaystyle \nabla \cdot \mathbf {F} ={\frac {1}{J}}{\frac {\partial }{\partial q^{k}}}\left({\frac {J}{h_{k}}}{\hat {F}}_{k}\right)}

- El rotacional de un campo vectorial (solo 3D) es:

{\displaystyle \nabla \times \mathbf {F} ={\frac {h_{k}{\hat {\mathbf {e} }}_{k}}{J}}\epsilon _{ijk}{\frac {\partial }{\partial q^{i}}}\left(h_{j}{\hat {F}}_{j}\right)}

- El laplaciano de un campo escalar es:

{\displaystyle \nabla ^{2}\phi ={\frac {1}{J}}{\frac {\partial }{\partial q^{k}}}\left({\frac {J}{h_{k}^{2}}}{\frac {\partial \phi }{\partial q^{k}}}\right)}

También debe observarse que el gradiente de un campo escalar se puede expresar en términos de la matriz jacobiana J que contiene las derivadas parciales canónicas:
{\displaystyle \mathbf {J} =\left[{\frac {\partial \phi }{\partial q^{1}}},{\frac {\partial \phi }{\partial q^{2}}},{\frac {\partial \phi }{\partial q^{3}}}\right]}
para un cambio de base:
{\displaystyle \nabla \phi =\mathbf {S} \mathbf {R} \mathbf {J} ^{T}}
donde las matrices de rotación y escala son:
{\displaystyle \mathbf {R} =[\mathbf {e} _{1},\mathbf {e} _{2},\mathbf {e} _{3}]}
{\displaystyle \mathbf {S} =\mathrm {diag} ([h_{1}^{-1},h_{2}^{-1},h_{3}^{-1}]).}

## Ejemplos en el espacio euclídeo
En el espacio euclídeo tridimensional se emplean diferentes sistemas de coordenadas, a veces, combinando tipos de coordenadas ortogonales y angulares:
- Coordenadas cartesianas
- Coordenadas polares
- Coordenadas esféricas
- Coordenadas cilíndricas
- Coordenadas cilíndricas elípticas
- Coordenadas cilíndricas parabólicas
- Coordenadas paraboloidales
- Coordenadas esferoidales oblatas
- Coordenadas esferoidales prolatas
- Coordenadas bipolares
- Coordenadas toroidales
- Coordenadas 6-esféricas

## Ejemplos en variedades diferenciales
La coordenadas usadas en la teoría de la relatividad general son el ejemplo físico más conocido de sistemas de coordenadas sobre un espacio globalmente no euclídeo.
En un espacio-tiempo estático siempre es posible escoger alrededor de cualquier punto del espacio-tiempo un sistema de coordenadas ortogonal.[cita requerida]

## Tabla de sistemas de coordenadas ortogonales bidimensionales
| Sistema        | Transformación compleja {\displaystyle x+iy=f(u+iv)} | Forma de las isolíneas {\displaystyle u} y {\displaystyle v} | Comentario                                                       |
| -------------- | ---------------------------------------------------- | ------------------------------------------------------------ | ---------------------------------------------------------------- |
| Cartesiano     | {\displaystyle u+iv}                                 | Recta, recta                                                 |                                                                  |
| Log-polar      | {\displaystyle \exp(u+iv)}                           | Circunferencia, recta                                        | Para {\displaystyle u=\ln r} equivalen a las coordenadas polares |
| Parabólico     | {\displaystyle {\frac {1}{2}}(u+iv)^{2}}             | Parábola, parábola                                           |                                                                  |
| Dipolo puntual | {\displaystyle (u+iv)^{-1}}                          | Circunferencia, circunferencia                               |                                                                  |
| Elíptico       | {\displaystyle \cosh(u+iv)}                          | Elipse, hipérbola                                            | Similar al log-polar para distancias grandes                     |
| Bipolar        | {\displaystyle \coth(u+iv)}                          | Circunferencia, circunferencia                               | Similar al dipolo puntual para distancias grandes                |
|                | {\displaystyle {\sqrt {u+iv}}}                       | Hipérbola, hipérbola                                         | Campo en el interior de un límite                                |
|                | {\displaystyle u=x^{2}+2y^{2},\ y=vx^{2}}            | Elipse, parábola                                             |                                                                  |

## Tabla de coordenadas ortogonales tridimensionales
Además de las coordenadas cartesianas habituales, a continuación se tabulan varias otras. Se utiliza la notación de intervalos para que la columna de coordenadas sea compacta: los paréntesis indican intervalos abiertos (es dedir, el valor al que acompañan es un límite del intervalo), y los corchetes indican intervalos cerrados (por el contrario, el valor al que acompañan forma parte del intervalo). Por ejemplo, en el caso de las coordenadas esféricas, los tres intervalos de los parámetros que las definen son CA-CC-CA (siendo C cerrado y A abierto).
Los tres factores de escala ({\displaystyle h_{1}h_{2}h_{3}}) son los valores de la diagonal del tensor métrico que definepermite el cálculo de distintas operaciones dentro del sistema de coordenadas (véase la sección Propiedades).
| Coordenadas curvilíneas (q1, q2, q3) | Transformación a cartesianas (x, y, z) | Factores de escala |
| --- | --- | --- |
| Coordenadas esféricas {\displaystyle (r,\theta ,\phi )\in [0,\infty )\times [0,\pi ]\times [0,2\pi )} | {\displaystyle {\begin{aligned}x&=r\sin \theta \cos \phi \\y&=r\sin \theta \sin \phi \\z&=r\cos \theta \end{aligned}}} | {\displaystyle {\begin{aligned}h_{1}&=1\\h_{2}&=r\\h_{3}&=r\sin \theta \end{aligned}}} |
| Coordenadas parabólicas {\displaystyle (u,v,\phi )\in [0,\infty )\times [0,\infty )\times [0,2\pi )} | {\displaystyle {\begin{aligned}x&=uv\cos \phi \\y&=uv\sin \phi \\z&={\frac {1}{2}}(u^{2}-v^{2})\end{aligned}}} | {\displaystyle {\begin{aligned}h_{1}&=h_{2}={\sqrt {u^{2}+v^{2}}}\\h_{3}&=uv\end{aligned}}} |
| Coordenadas bipolares cilíndricas {\displaystyle (u,v,z)\in [0,2\pi )\times (-\infty ,\infty )\times (-\infty ,\infty )} | {\displaystyle {\begin{aligned}x&={\frac {a\sinh v}{\cosh v-\cos u}}\\y&={\frac {a\sin u}{\cosh v-\cos u}}\\z&=z\end{aligned}}} | {\displaystyle {\begin{aligned}h_{1}&=h_{2}={\frac {a}{\cosh v-\cos u}}\\h_{3}&=1\end{aligned}}} |
| Coordenadas elipsoidales {\displaystyle {\begin{aligned}&(\lambda ,\mu ,\nu )\in [0,c^{2})\times (c^{2},b^{2})\times (b^{2},a^{2})\\&\lambda <c^{2}<b^{2}<a^{2},\\&c^{2}<\mu <b^{2}<a^{2},\\&c^{2}<b^{2}<\nu <a^{2},\end{aligned}}} | {\displaystyle {\frac {x^{2}}{a^{2}-q_{i}}}+{\frac {y^{2}}{b^{2}-q_{i}}}+{\frac {z^{2}}{c^{2}-q_{i}}}=1} donde {\displaystyle (q_{1},q_{2},q_{3})=(\lambda ,\mu ,\nu )}                                                                                           | {\displaystyle h_{i}={\frac {1}{2}}{\sqrt {\frac {(q_{j}-q_{i})(q_{k}-q_{i})}{(a^{2}-q_{i})(b^{2}-q_{i})(c^{2}-q_{i})}}}} |
| Coordenadas paraboloidales {\displaystyle {\begin{aligned}&(\lambda ,\mu ,\nu )\in [0,b^{2})\times (b^{2},a^{2})\times (a^{2},\infty )\\&b^{2}<a^{2}\end{aligned}}}                                                                 | {\displaystyle {\frac {x^{2}}{q_{i}-a^{2}}}+{\frac {y^{2}}{q_{i}-b^{2}}}=2z+q_{i}} donde {\displaystyle (q_{1},q_{2},q_{3})=(\lambda ,\mu ,\nu )} | {\displaystyle h_{i}={\frac {1}{2}}{\sqrt {\frac {(q_{j}-q_{i})(q_{k}-q_{i})}{(a^{2}-q_{i})(b^{2}-q_{i})}}}} |
| Coordenadas cilíndricas {\displaystyle (r,\phi ,z)\in [0,\infty )\times [0,2\pi )\times (-\infty ,\infty )} | {\displaystyle {\begin{aligned}x&=r\cos \phi \\y&=r\sin \phi \\z&=z\end{aligned}}} | {\displaystyle {\begin{aligned}h_{1}&=h_{3}=1\\h_{2}&=r\end{aligned}}} |
| Coordenadas elípticas cilíndricas {\displaystyle (u,v,z)\in [0,\infty )\times [0,2\pi )\times (-\infty ,\infty )} | {\displaystyle {\begin{aligned}x&=a\cosh u\cos v\\y&=a\sinh u\sin v\\z&=z\end{aligned}}} | {\displaystyle {\begin{aligned}h_{1}&=h_{2}=a{\sqrt {\sinh ^{2}u+\sin ^{2}v}}\\h_{3}&=1\end{aligned}}} |
| Coordenadas esferoidales oblatas {\displaystyle (\xi ,\eta ,\phi )\in [0,\infty )\times \left[-{\frac {\pi }{2}},{\frac {\pi }{2}}\right]\times [0,2\pi )}                                                                          | {\displaystyle {\begin{aligned}x&=a\cosh \xi \cos \eta \cos \phi \\y&=a\cosh \xi \cos \eta \sin \phi \\z&=a\sinh \xi \sin \eta \end{aligned}}} | {\displaystyle {\begin{aligned}h_{1}&=h_{2}=a{\sqrt {\sinh ^{2}\xi +\sin ^{2}\eta }}\\h_{3}&=a\cosh \xi \cos \eta \end{aligned}}} |
| Coordenadas esferoidales prolatas {\displaystyle (\xi ,\eta ,\phi )\in [0,\infty )\times [0,\pi ]\times [0,2\pi )} | {\displaystyle {\begin{aligned}x&=a\sinh \xi \sin \eta \cos \phi \\y&=a\sinh \xi \sin \eta \sin \phi \\z&=a\cosh \xi \cos \eta \end{aligned}}} | {\displaystyle {\begin{aligned}h_{1}&=h_{2}=a{\sqrt {\sinh ^{2}\xi +\sin ^{2}\eta }}\\h_{3}&=a\sinh \xi \sin \eta \end{aligned}}} |
| Coordenadas biesféricas {\displaystyle (u,v,\phi )\in (-\pi ,\pi ]\times [0,\infty )\times [0,2\pi )} | {\displaystyle {\begin{aligned}x&={\frac {a\sin u\cos \phi }{\cosh v-\cos u}}\\y&={\frac {a\sin u\sin \phi }{\cosh v-\cos u}}\\z&={\frac {a\sinh v}{\cosh v-\cos u}}\end{aligned}}}                                                                               | {\displaystyle {\begin{aligned}h_{1}&=h_{2}={\frac {a}{\cosh v-\cos u}}\\h_{3}&={\frac {a\sin u}{\cosh v-\cos u}}\end{aligned}}} |
| Coordenadas toroidales {\displaystyle (u,v,\phi )\in (-\pi ,\pi ]\times [0,\infty )\times [0,2\pi )} | {\displaystyle {\begin{aligned}x&={\frac {a\sinh v\cos \phi }{\cosh v-\cos u}}\\y&={\frac {a\sinh v\sin \phi }{\cosh v-\cos u}}\\z&={\frac {a\sin u}{\cosh v-\cos u}}\end{aligned}}}                                                                              | {\displaystyle {\begin{aligned}h_{1}&=h_{2}={\frac {a}{\cosh v-\cos u}}\\h_{3}&={\frac {a\sinh v}{\cosh v-\cos u}}\end{aligned}}} |
| Coordenadas parabólicas cilíndricas {\displaystyle (u,v,z)\in (-\infty ,\infty )\times [0,\infty )\times (-\infty ,\infty )} | {\displaystyle {\begin{aligned}x&={\frac {1}{2}}(u^{2}-v^{2})\\y&=uv\\z&=z\end{aligned}}} | {\displaystyle {\begin{aligned}h_{1}&=h_{2}={\sqrt {u^{2}+v^{2}}}\\h_{3}&=1\end{aligned}}} |
| Coordenadas cónicas {\displaystyle {\begin{aligned}&(\lambda ,\mu ,\nu )\\&\nu ^{2}<b^{2}<\mu ^{2}<a^{2}\\&\lambda \in [0,\infty )\end{aligned}}}                                                                                   | {\displaystyle {\begin{aligned}x&={\frac {\lambda \mu \nu }{ab}}\\y&={\frac {\lambda }{a}}{\sqrt {\frac {(\mu ^{2}-a^{2})(\nu ^{2}-a^{2})}{a^{2}-b^{2}}}}\\z&={\frac {\lambda }{b}}{\sqrt {\frac {(\mu ^{2}-b^{2})(\nu ^{2}-b^{2})}{b^{2}-a^{2}}}}\end{aligned}}} | {\displaystyle {\begin{aligned}h_{1}&=1\\h_{2}^{2}&={\frac {\lambda ^{2}(\mu ^{2}-\nu ^{2})}{(\mu ^{2}-a^{2})(b^{2}-\mu ^{2})}}\\h_{3}^{2}&={\frac {\lambda ^{2}(\mu ^{2}-\nu ^{2})}{(\nu ^{2}-a^{2})(\nu ^{2}-b^{2})}}\end{aligned}}} |